# Dawley
Dawley – miasto w Wielkiej Brytanii, w Anglii, w regionie West Midlands, w hrabstwie Shropshire. W 2001 r. miasto to zamieszkiwało 11 399 osób.